# ぶらぶらドンキー
『ぶらぶらドンキー』（DK King of Swing）は、2005年5月19日に発売された、任天堂のゲームボーイアドバンス用ソフト。開発はパオンで、ドンキーコング系アクションゲームでは初のレア、任天堂以外の開発作品である。

## ストーリー
ドンキーコング達コングファミリーが住むジャングルでは、ヒーローを決める祭典「ジャングルピック」が開催されようとしていた。しかし、開催直前にキングクルールが空飛ぶメカに乗って現れ、成績優秀者に渡されるはずだった「ウイナーメダル」を奪って行ってしまった。ドンキーはクルールを追って冒険に出る。

## 操作
本作の特徴は、特殊な操作方法にある。十字キー、A、Bボタンはほとんど使う事は無く、大半をL/Rキーで行う。ゲーム中は大半が空中に点在する取っ手をフリークライミングのように伝っての移動となる（操作感はファミリーコンピュータ用ソフト『クルクルランド』に類似）。

### 各ボタンの割り当て
L
左手と連動。押している間は物を掴み、離すと手を離す。左手だけで取っ手につかまっている場合、左回りに回転する。
R
右手と連動。押している間は物を掴み、離すと手を離す。右手だけで取っ手につかまっている場合、右回りに回転する。
LR同時押し
しばらく押し続けると力を溜め、離すとアタックする。地上にいる場合のみ溜め無しでジャンプが出来る。
十字キー
左右移動。地上を歩く時、ブースターバレルで移動する時に使用。
B
体力を回復（バナナ10本使用）。
A
一定時間無敵になる（バナナ20本使用）。

### 取っ手の種類
ノーマル取っ手
1つ当り、手1つ分の大きさがあり、片手でつかまる事が出来る。
古い取っ手
一度つかまると、ゆっくりと落下を始め、しばらくすると砕け散る。
ジャッキ
連続でレバーを動かすと仕掛けが徐々に作動するが、放っておくと元に戻ってしまう。
移動式ジャッキ
レールと一体になっているジャッキ取っ手で、連続でレバーを動かすと、レールを移動する。放っておくと、元の位置まで戻る。
ハンドル
つかまるとドンキーに合わせて回転し、仕掛けが動く。放っておくと元に戻るものと、放っておいても元に戻らないものがある。
移動式ハンドル
レールと一体になっているハンドル取っ手で､左手で掴むと左（上）に移動し、右手で掴むと右（下）に移動する。放っておくと、元の位置まで戻る。
レバー
両手で掴まると仕掛けが作動する。元に戻る事は無い。
回転取っ手
取っ手の回転とドンキーの回転を合わせると、高速で回転出来る。この状態でジャンプしたりアタックすると通常より高くジャンプやアタックができるが、回転と逆の手で取っ手を掴むと遅く回転し、ジャンプ､アタックの飛距離が短くなる。
パネル取っ手
取っ手が多数付いた板。どこにでも掴まれる。
凍ったパネル
勢い良くつかまると、滑って制御が効かなくなる。

## アイテム、仕掛け
バナナ
最大300本まで所持出来る。使い方は上記参照。
石
敵を攻撃出来る唯一のアイテム。手で掴み、離すと放物線を描いて飛んで行く。敵やタル、壁などに当たると壊れる。
爆弾
石と同じように手で掴んで投げることができるが、一定時間が経つと爆発する。爆風に触れるとライフが1つ減る。石と違い、壁などに当たっても壊れず、敵を倒したりタルを壊したい場合は爆風で倒したり壊すしかない。
ウイナーメダル
金、銀、銅の3種類が存在し、各コースにどれか1つが隠されている。
クリスタルココナッツ
ボスステージを除く各コースに1つ存在。クリアには必要無い。
タル
中にアイテムが入っており、アタックや石、爆弾で壊せる。上以外に触れると弾かれてしまう。
?タル
壊すと、何かが起こる。
タル大砲
入ると、自動的に白い印が付けられている方に発射される。
回転バレル
曲がった矢印が描いてある。L/Rで発射方向、発射タイミングを調節出来る。
ブースターバレル
矢印が描いてある。入ると空中を自由に移動出来る。移動中も手は使える。
ボーナスバレル
「B」の字が描いてある。入るとボーナスステージに行ける。中のバナナを全て取るとクリスタルココナッツが出現する。
木箱
アタックや石で壊すことができる。基本的にはバナナが入ってることが多いが、タルやノーマル取っ手、パネル取っ手などが入っていたり、ただの空箱も存在する。
タイヤ
上手く利用すると大ジャンプ出来るが、失敗すると弾かれてしまう。

## ステージ

### ジャングルワールド
バナナジャングル
ディープジャングル
ふもとのどうくつ
なぞのいせき
ゴルコロッサ

### ワイルドワールド
ネッキーのたに
サボテンのもり
こうやのこうざん
デンジャラスハリケーン
フェネッキー

### シーワールド
ゆらゆらうみのそこ
ロックジョーのたき
クリッターのアジト
ふしぎなゆうれいせん
シーボン

### アイスワールド
さむさむじゅりん
きけんなクレバス
つめたいうみのいせき
アイスキャッスル
ビッグフリーザー

### キングクルーザーⅢ
てんくうのブースターバレル
キングクルーザーⅢ ほうだい
キングクルーザーⅢ ないぶ
キングクルーザーⅢ エンジン
キングクルール

## キャラクター

### 操作キャラクター
ドンキーコング
主人公。
ジャングルピックでの性能はバランス型。
ディディーコング
ドンキーコングでアドベンチャーのメダルを全て回収すると、「ディディーモード」の自機として選択できるようになる。ジャンプ力が高く、アタックが低め。
ディクシーコング
ジャングルピック限定キャラクター。ジャンプ力が最高の代わりにアタックが最低。
ファンキーコング
ジャングルピック限定キャラクター。ジャンプ力が低めで、アタックが高め。
リンクリーコング
ジャングルピック限定の隠しキャラクター。ディクシーコング並のジャンプ力とディディーコング並のアタックを併せ持つ。
クリッター
ジャングルピックでのみ隠しキャラクターとして選択できる。ドンキーコングと同じ性能。
キングクルール
ジャングルピックでのみ隠しキャラクターとして選択できる。ジャンプ力が最低の代わりにアタックが最高。
グルッピー
ジャングルピック限定の隠しキャラクター。『クルクルランド』からの出演。
ディディーモードで全メダルを回収すると開放される。ディディーコング並のジャンプ力とファンキーコング並のアタックを併せ持つ。

### ボスキャラクター
ゴルコロッサ
ジャングルワールドのボス。古代の遺物を思わせる造形の大型ロボット。
フェネッキー
ワイルドワールドのボス。大きな火の鳥。
フィールドにある石を投げてぶつけることでダメージを与えられる。
シーボン
シーワールドのボス。骨だけの大ウミヘビ。
尻尾の先端が取っ手になっており、ここを掴んで振り回し周囲の棘にぶつけることでダメージを与えられる。
ビッグフリーザー
アイスワールドのボス。顔と両手だけの氷の怪物。
フィールドにある爆弾を口へ投げ込むことでダメージを与えられる。
キングクルール
キングクルーザーⅢのボス。

## ゲームモード
アドベンチャー
ステージをクリアする1人用モード。全ステージをクリアするとディディーコングをプレイヤーにした「ディディーモード」やタイムアタックを選ぶことができる。
ジャングルピック
1人〜4人まで遊べる対戦モード。プレイヤーはドンキー、ディディー、ディクシー、ファンキーの4匹から選択でき、条件を満たすとキャラクターが追加される。

## ボイス
みずもと　ようこ
とがし　ゆきこ
かんの　ゆういち
いたくら　なみえ

## 関連サイト
- ぶらぶらドンキー
- ぶらぶらドンキー - Wii Uバーチャルコンソール
- Nintendo Online Magazine 2005年6月号 看板タイトルの新作が並ぶ！『ぶらぶらドンキー』＆『メトロイドプライム２ ダークエコーズ』大特集!!